# Пародия на плохой детектив
Опасаясь контрразведки, избегая жизни светской,

Под английским псевдонимом «мистер Джон Ланкастер Пек»,

Вечно в кожаных перчатках — чтоб не делать отпечатков, — 

Жил в гостинице «Советской» несоветский человек.

Джон Ланкастер в одиночку, преимущественно ночью,

Щёлкал носом — в ём был спрятан инфракрасный объектив, — 

А потом в нормальном свете представало в чёрном цвете

То, что ценим мы и любим, чем гордится коллевтив…
«Пародия на плохой детектив» (также «Песня-пародия на плохой детектив», «Пародия на детектив», «Детектив»; по первой строке может быть известна как «Опасаясь контрразведки, избегая жизни светской…») — авторская песня Владимира Высоцкого, написанная в конце 1966 или в начале 1967 года; первая публикация — в сборнике «Песни русских бардов» (1977). В СССР песня была издана в составе альбома «Сентиментальный боксёр» из серии «На концертах Владимира Высоцкого» (1987) и в журнале «Аврора» (№ 1, 1988).
В произведении высмеиваются штампы советских детективов о доблестных отечественных контрразведчиках. Музыка собственного сочинения Высоцкого, использованная в песне, ранее исполнялась как аккомпанемент к отрывку из поэмы Андрея Вознесенского «Оза» в спектакле «Антимиры».

## Сюжет
В начале песни слушатель знакомится с «несоветским человеком», проживающим в гостинице «Советской» «под английским псевдонимом „мистер Джон Ланкастер Пек“». Персонаж занимается тем, что фотографирует, «преимущественно ночью», различные городские объекты, используя инфракрасный объектив и микроплёнку, что позволяет ему злонамеренно искажать облик этих объектов, представляя их в уродливом виде.
На определённом этапе вредитель решает обзавестись подручным и в ресторане сводит знакомство с неким «гражданином Епифаном», который «казался жадным, хитрым, умным, плотоядным», не знающим меры любителем женщин и пива. Джон Ланкастер поручает ему диверсионную работу — ограбить шофёра такси (о чём потом «раструбят по „Би-би-си“») и встретиться на выставке с другим агентом, от которого следует доставить «батон с взрывчаткой». Взамен Епифану обещаны «деньги, дом в Чикаго, много женщин и машин». Однако оказывается, что человек, с которым договаривается агент, — сотрудник советских спецслужб, «майор разведки и прекрасный семьянин». В результате Джон Ланкастер обезврежен и отправляется отбывать наказание, а в его номер в гостинице заселяется «мирный грек».

## Создание, исполнение и публикация
Ну, естественно, на плохой детектив, потому что на хороший писать пародию не имеет смысла, правда?
Рассказывая об истории создания песни, текстолог и историк литературы Павел Фокин отмечал, что на листке с текстом «Пародии…» имелись строки, близкие к разрабатываемой теме: «Нынче очень сложный век. / Вот — прохожий… Кто же он? / Может, просто человек, / Ну а может быть, шпион!». По словам текстолога, сюжет, ставший основой песенной истории, имеет явные отсылки к произведению городского фольклора, с которым Высоцкий был хорошо знаком: «Стою я раз на стрёме, держуся за карман…». В изначальном текстовом варианте вместо «гражданина Епифана» присутствовал персонаж, которого автор нарёк «гражданином Пучиняном». Среди знакомых Высоцкого был член киногруппы художественного фильма «Вертикаль», в котором снимался поэт, — второй режиссёр Степан Филиппович Пучинян. Согласно данным высоцковеда Марка Цыбульского, Пучинян, услышав первую версию песни со своей фамилией, попросил изменить этот кусок текста: «Тогда, в общем-то, у меня были причины».
«Пародия на плохой детектив» написана в конце 1966 или в 1967 году. Ритмический рисунок куплетов песни — строфа, написанная восьмистопным хореем (в части изданий представлена восьмистрочная строфа четырёхстопным хореем), — воспроизводит аналогичный стихотворный рисунок «Ворона» Эдгара По и написанной с использованием его образов поэмы Андрея Вознесенского «Оза». В спектакле Театра на Таганке «Антимиры» (по произведениям Вознесенского) Высоцкий участвовал в сцене по «Озе» в роли Ворона — «резонёра», отвечавшего на реплики Вениамина Смехова, который выступал от имени автора. Свои фрагменты Высоцкий исполнял под гитарный аккомпанемент — музыку собственного сочинения, которая и была затем использована в «Пародии на плохой детектив».
С. В. Свиридов отмечает, что в авторской записи текста песни в некоторых местах в речи главного антагониста выделяется приставка «раз-». Эту приставку Высоцкий выделял и при исполнении песни, делая короткие паузы между ней и остатком слова:
Надо сесть, связать шофёра, ра-зыграть простого вора, —
А потом про этот случай рас-трубят по «Би-би-си».
При исполнении песни Высоцкий мог менять отдельные слова в тексте (в частности, «клуб на улице Нагорной» мог стать не только «общественной уборной», но и «общественной гримёрной» или «иссиня-серо-чёрный»), а также имя второго персонажа, иногда используя для этого фамилии собственных знакомых — помимо Пучиняна (см. выше) это мог быть Копелян или Кочарян.
Первое публичное исполнение «Пародии на плохой детектив» датируется 18 января 1967 года, когда песня прозвучала на концерте в клубе песни «Восток» (ленинградский ДК работников пищевой промышленности). В общей сложности известны 22 авторских фонограммы, из которых 10 были записаны уже в 1967 году, а последняя — в год смерти автора. Текст песни был впервые напечатан при жизни автора, в издании Владимира Аллоя «Песни русских бардов» (Paris, YMCA-PRESS, 1977—1978), представлявшем собой сборник из 40 аудиокассет, сопровождаемый четырьмя томами текстов. Под названием «Опасаясь контрразведки…» песня включена в первую кассету первого тома сборника. Хотя, по словам самого Аллоя, Высоцкий радовался предстоящему выходу сборника, исследователь его творчества Марк Цыбульский отмечает, что собственными материалами с издателями он не делился. Позже текст песни был опубликован в вышедшем в 1979 году альманахе «Метрополь», уже под устоявшимся названием «Пародия на плохой детектив».
Когда в 1987 году советская фирма грамзаписи «Мелодия» начала выпуск серии альбомов «На концертах Владимира Высоцкого», «Пародия на плохой детектив» была включена в состав первого альбома — «Сентиментальный боксёр», попав на его вторую сторону. В печатном виде текст песни в СССР впервые официально опубликован в журнале «Аврора» (№ 1, 1988). В состав аудиоальбома 2000 года «Владимир Высоцкий в исполнении драматических актёров», входящего в серию «XX лет без Высоцкого», «Пародия на плохой детектив» включена в исполнении Михаила Ефремова, сыгравшего её, по выражению С. В. Вдовина, «в пластике Ж. Беко, „мсье сто тысяч вольт“».

## Литературный анализ

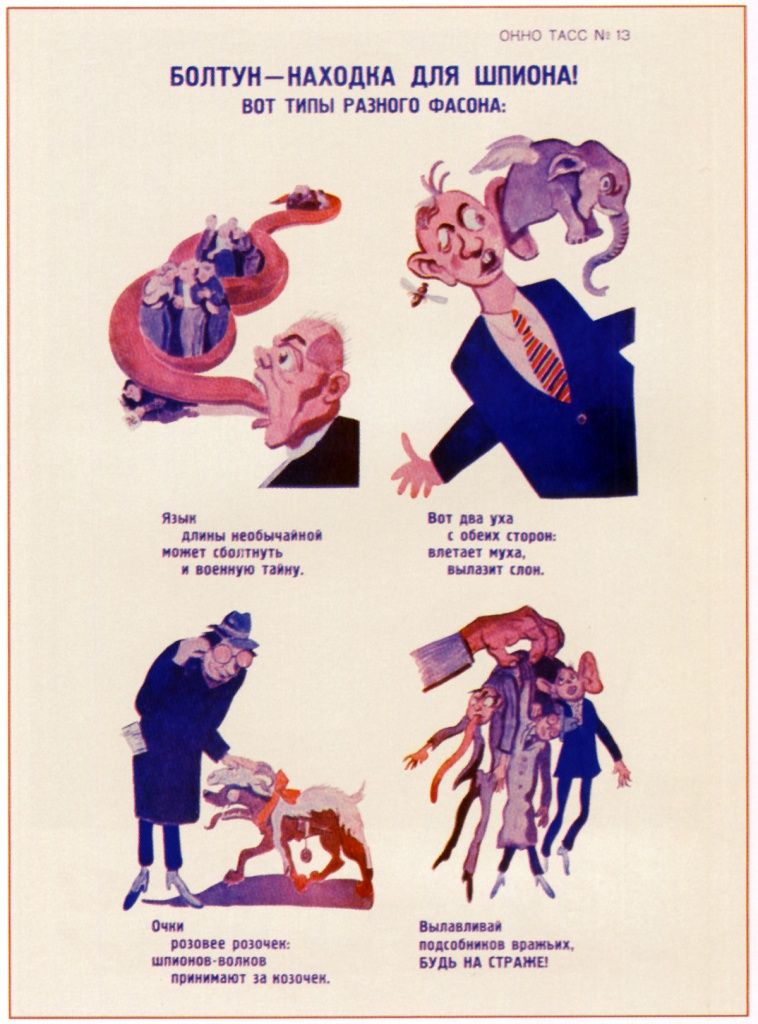
Окно ТАСС № 13. Болтун — находка для шпиона.

Исследователями творчества Высоцкого отмечается ритмическое сходство между «Пародией на плохой детектив» и поэмой Вознесенского «Оза», а через неё — со стихотворением Эдгара По «Ворон». Эту связь в частности подчёркивают Владимир Новиков и Андрей Сёмин; в то же время литературный критик Соломон Воложин в статье «Против В. Новикова и за Высоцкого» упоминает, что это совпадение может быть внешним и случайным, искусственно подобранным исследователями.
В тексте песни подобраны штампы советских детективов о разведчиках и контрразведчиках. В такого рода произведениях, напрямую обозначенных в названии песни как «плохие детективы», противостояние добра и зла трактуется в терминологии противоборства двух политических систем и неизменно кончается победой советского человека. В частности, поворот сюжета, при котором случайно вербуемая вредителем личность оказывается чекистом и «прекрасным семьянином», по словам Анатолия Кулагина, всегда вызывал смех у слушателей, легко узнававших это клише. При создании образа «гражданина Епифана» Высоцкий также использует распространённый в СССР лозунг «Болтун — находка для шпиона», акцентируя, однако, другие отрицательные качества. Профессор философии Олег Рябов в журнале «Женщина в российском обществе» обращает внимание на то, как Высоцкий пародирует распространённый приём советского кинематографа, состоявший в противопоставлении «правильной» мужественности советского человека и гипертрофированной маскулинности образа врага: иностранец пытается завлечь гражданина Епифана, «не знающего меры» в женщинах, обещаниями свободной любви на Западе, а тот, как и ожидается от глубоко положительного чекиста, оказывается образцом супружеской верности. Провокационным было и словосочетание «наш родной Центральный рынок» — как отмечает А. В. Скобелев, в годы появления песни и даже намного позже — в 1987 году — «нашим родным Центральным» мог быть только комитет КПСС, и слово «рынок» создавало комический диссонанс. Комический эффект создаётся также совмещением отдельных фразеологизмов «сбить с пути» и «сбить с панталыку», при котором второе слово неожиданно обретает отдельный, давно утраченный в живой речи смысл.
С точки зрения возможной пародийности рассматривается и имя главного антагониста — Джон Ланкастер Пек. Если имя второго персонажа могло меняться, имя первого оставалось без изменений. В нём видят отсылки к известным западным актёрам, чьи герои представляли собой стереотип мужественности — Джону Уэйну, Берту Ланкастеру и Грегори Пеку, либо к создателю Джеймса Бонда Яну Ланкастеру Флемингу, чьи шпионские романы советская критика традиционно оценивала как низкопробные. Ещё одно возможное происхождение фамилии Пек — слово из блатного жаргона, обозначающее «человек, не подозревающий, что имеет дело с преступниками», что отражает ситуацию, когда главный антагонист пытается вербовать сотрудника контрразведки. Наконец, филолог Владимир Изотов усматривает в ней заимствование из повести братьев Стругацких «Хищные вещи века», вышедшей незадолго до появления песни — одного из персонажей повести зовут Пек Зенай.

## Комментарии
1. ↑  Андрей Крылов в своём издании фиксировал в текстах «неправильное, просторечное произношение отдельных слов и выражений, иные элементы устной речи, внесенные автором в исполнявшиеся песни для усиления речевой характеристики персонажей». Двухтомник, составленный по этому принципу, выдержал с 1990 года уже более семнадцати переизданий и считается основным и наиболее авторитетным источником[1].
2. ↑  На то, что имеется в виду не абстрактная гостиница с широко распространённым в эпоху СССР названием, а конкретный московский отель, указывают, в частности, Андрей Крылов и Анатолий Кулагин[4]. Во время написания песни семья Высоцкого и Л. В. Абрамовой проживала недалеко от этой гостиницы — на Беговой[3].
3. ↑  Само имя Епифан, как предполагает А. В. Скобелев, может служить отсылкой к фамилии Георгия Епифанцева, вместе с Высоцким учившегося в Школе-студии МХАТ[3].
4. ↑  Ещё одна пародия на схожую тему, на этот раз в экранном варианте, также появилась в 1967 году — ею стал мультфильм Е. Гамбурга «Шпионские страсти»[23].